# Tanita brachyptera
Tanita brachyptera är en insektsart som beskrevs av Bolívar, I. 1911. Tanita brachyptera ingår i släktet Tanita och familjen Pyrgomorphidae. Inga underarter finns listade i Catalogue of Life.